# Esporte Clube Ypiranga
L'Esporte Clube Ypiranga est un club brésilien de football basé à Salvador dans l'État de Bahia.
Le club joue ses matchs à domicile au Stade Deputado Galdino Leite, doté de 4 000 places.

## Palmarès
- Championnat de Bahia :
  - Champion : 1917, 1918, 1920, 1921, 1925, 1928, 1929, 1932, 1939, 1951